# Сборная Украины по хоккею с шайбой
Сборная Украины по хоккею с шайбой — национальная сборная команда мастеров по хоккею с шайбой. Представляет Украину на международных турнирах по хоккею с шайбой и товарищеских встречах. Организацию, управление и контроль обеспечивает Федерация хоккея Украины.

## История

### Советский период
До 1991 года на всесоюзных соревнованиях украинские хоккеисты выступали в составе сборной команды Украинской ССР, управляемой Федерацией хоккея УССР во главе с бессменным руководителем Анатолием Николаевичем Хорозовым.
| \| Состав сборной УССР по хоккею с шайбой на I зимней Спартакиаде народов СССР \| Состав сборной УССР по хоккею с шайбой на I зимней Спартакиаде народов СССР \| Состав сборной УССР по хоккею с шайбой на I зимней Спартакиаде народов СССР \| Состав сборной УССР по хоккею с шайбой на I зимней Спартакиаде народов СССР \| Состав сборной УССР по хоккею с шайбой на I зимней Спартакиаде народов СССР \| Состав сборной УССР по хоккею с шайбой на I зимней Спартакиаде народов СССР \| Состав сборной УССР по хоккею с шайбой на I зимней Спартакиаде народов СССР \| Состав сборной УССР по хоккею с шайбой на I зимней Спартакиаде народов СССР \| Состав сборной УССР по хоккею с шайбой на I зимней Спартакиаде народов СССР \| \| П \| Игрок \| Г.р. \| И \| Г \| П \| О \| Ш \| Клуб \| \| --------------------------------------------------------------------------- \| --------------------------------------------------------------------------- \| --------------------------------------------------------------------------- \| --------------------------------------------------------------------------- \| --------------------------------------------------------------------------- \| --------------------------------------------------------------------------- \| --------------------------------------------------------------------------- \| --------------------------------------------------------------------------- \| --------------------------------------------------------------------------- \| \| З \| Алёшин Владимир \| 1945 \| 8 \| 3 \| 0 \| 3 \| 0 \| «Динамо» (Киев) \| \| \| Базыкин Е. \| \| 8 \| 3 \| 0 \| 3 \| 0 \| \| \| З \| Булатов Борис \| 1933 \| 7 \| 1 \| 1 \| 2 \| 2 \| «Арсенал» (Киев) \| \| Н \| Григорьев В. \| \| 8 \| 2 \| 0 \| 2 \| 0 \| «Спартак» \| \| Н \| Идзковский Леонид \| \| 4 \| 3 \| 0 \| 3 \| 0 \| «Спартак» (Киев) \| \| Н \| Иоффе Михаил \| 1936 \| 8 \| 5 \| 2 \| 7 \| 16 \| «Арсенал» (Киев) \| \| З \| Кирсанов Николай \| 1935 \| 8 \| 4 \| 0 \| 4 \| 6 \| «Локомотив» (Киев) \| \| Н \| Клещёв Борис \| 1938 \| 8 \| 10 \| 0 \| 10 \| 2 \| «Шахтер» (Кадиевка) \| \| Н \| Коморочкин Владимир \| 1935 \| 8 \| 3 \| 1 \| 4 \| 8 \| «Арсенал» (Киев) \| \| З \| Мозговой В. \| \| 8 \| 2 \| 0 \| 2 \| 2 \| «Спартак» \| \| Н \| Ноевой Николай \| 1935 \| 8 \| 5 \| 2 \| 7 \| 6 \| «Арсенал» (Киев) \| \| З \| Панов Аркадий \| 1940 \| 8 \| 2 \| 0 \| 2 \| 4 \| «Торпедо» (Харьков) \| \| \| Пилипенко В. \| \| 7 \| 1 \| 0 \| 1 \| 0 \| \| \| В \| Ребянский Борис \| 1927 \| 8 \| 0 \| 0 \| 0 \| 0 \| «Арсенал» (Киев) \| \| В \| Сапетный Юрий[укр.] \| 1941 \| 5 \| 0 \| 0 \| 0 \| 0 \| «Динамо» (Киев) \| \| Н \| Флейшер Евгений \| 1934 \| 8 \| 8 \| 3 \| 11 \| 2 \| «Авангард» (Черновцы) \| \| Н \| Чувахин Вячеслав \| 1937 \| 8 \| 2 \| 0 \| 2 \| 6 \| \| \| тренеры \| тренеры \| Николай Фоминых, Пётр Котляр[укр.] \| Николай Фоминых, Пётр Котляр[укр.] \| Николай Фоминых, Пётр Котляр[укр.] \| Николай Фоминых, Пётр Котляр[укр.] \| Николай Фоминых, Пётр Котляр[укр.] \| Николай Фоминых, Пётр Котляр[укр.] \| Николай Фоминых, Пётр Котляр[укр.] \| |                     |                              |                              |                              |                              |                              |                              |                              |
| Состав сборной УССР по хоккею с шайбой на I зимней Спартакиаде народов СССР |                     |                              |                              |                              |                              |                              |                              |                              |
| П | Игрок               | Г.р.                         | И                            | Г                            | П                            | О                            | Ш                            | Клуб                         |
| З | Алёшин Владимир     | 1945                         | 8                            | 3                            | 0                            | 3                            | 0                            | «Динамо» (Киев)              |
| | Базыкин Е.          |                              | 8                            | 3                            | 0                            | 3                            | 0                            |                              |
| З | Булатов Борис       | 1933                         | 7                            | 1                            | 1                            | 2                            | 2                            | «Арсенал» (Киев)             |
| Н | Григорьев В.        |                              | 8                            | 2                            | 0                            | 2                            | 0                            | «Спартак»                    |
| Н | Идзковский Леонид   |                              | 4                            | 3                            | 0                            | 3                            | 0                            | «Спартак» (Киев)             |
| Н | Иоффе Михаил        | 1936                         | 8                            | 5                            | 2                            | 7                            | 16                           | «Арсенал» (Киев)             |
| З | Кирсанов Николай    | 1935                         | 8                            | 4                            | 0                            | 4                            | 6                            | «Локомотив» (Киев)           |
| Н | Клещёв Борис        | 1938                         | 8                            | 10                           | 0                            | 10                           | 2                            | «Шахтер» (Кадиевка)          |
| Н | Коморочкин Владимир | 1935                         | 8                            | 3                            | 1                            | 4                            | 8                            | «Арсенал» (Киев)             |
| З | Мозговой В.         |                              | 8                            | 2                            | 0                            | 2                            | 2                            | «Спартак»                    |
| Н | Ноевой Николай      | 1935                         | 8                            | 5                            | 2                            | 7                            | 6                            | «Арсенал» (Киев)             |
| З | Панов Аркадий       | 1940                         | 8                            | 2                            | 0                            | 2                            | 4                            | «Торпедо» (Харьков)          |
| | Пилипенко В.        |                              | 7                            | 1                            | 0                            | 1                            | 0                            |                              |
| В | Ребянский Борис     | 1927                         | 8                            | 0                            | 0                            | 0                            | 0                            | «Арсенал» (Киев)             |
| В | Сапетный Юрий       | 1941                         | 5                            | 0                            | 0                            | 0                            | 0                            | «Динамо» (Киев)              |
| Н | Флейшер Евгений     | 1934                         | 8                            | 8                            | 3                            | 11                           | 2                            | «Авангард» (Черновцы)        |
| Н | Чувахин Вячеслав    | 1937                         | 8                            | 2                            | 0                            | 2                            | 6                            |                              |
| тренеры | тренеры             | Николай Фоминых, Пётр Котляр | Николай Фоминых, Пётр Котляр | Николай Фоминых, Пётр Котляр | Николай Фоминых, Пётр Котляр | Николай Фоминых, Пётр Котляр | Николай Фоминых, Пётр Котляр | Николай Фоминых, Пётр Котляр |

| Игры сборной УССР по хоккею с шайбой на I зимней Спартакиаде народов СССР | Игры сборной УССР по хоккею с шайбой на I зимней Спартакиаде народов СССР | Игры сборной УССР по хоккею с шайбой на I зимней Спартакиаде народов СССР | Игры сборной УССР по хоккею с шайбой на I зимней Спартакиаде народов СССР | Игры сборной УССР по хоккею с шайбой на I зимней Спартакиаде народов СССР | Игры сборной УССР по хоккею с шайбой на I зимней Спартакиаде народов СССР |
| №                                                                         | Дата                                                                      | Соперник                                                                  | Счёт                                                                      | Стадия                                                                    | Примечание                                                                |
| ------------------------------------------------------------------------- | ------------------------------------------------------------------------- | ------------------------------------------------------------------------- | ------------------------------------------------------------------------- | ------------------------------------------------------------------------- | ------------------------------------------------------------------------- |
| 1                                                                         | 02.03.1962                                                                | РСФСР                                                                     | 2:12                                                                      | предв.                                                                    | (3-я гр.)                                                                 |
| 2                                                                         | 03.03.1962                                                                | Армянская ССР                                                             | 26:0                                                                      | предв.                                                                    | (3-я гр.)                                                                 |
| 3                                                                         | 04.03.1962                                                                | Киргизская ССР                                                            | 14:1                                                                      | предв.                                                                    | (3-я гр.)                                                                 |
| 4                                                                         | 05.03.1962                                                                | РСФСР                                                                     | 1:13                                                                      | финал.                                                                    |                                                                           |
| 5                                                                         | 06.03.1962                                                                | Москва                                                                    | 0:8                                                                       | финал.                                                                    |                                                                           |
| 6                                                                         | 07.03.1962                                                                | Ленинград                                                                 | 5:8                                                                       | финал.                                                                    |                                                                           |
| 7                                                                         | 10.03.1962                                                                | Белорусская ССР                                                           | 1:2                                                                       | финал.                                                                    |                                                                           |
| 8                                                                         | 11.03.1962                                                                | Казахская ССР                                                             | 5:3                                                                       | финал.                                                                    |                                                                           |
| Итого:                                                                    | Итого:                                                                    | 8 игр; +3 =0 −5; голы 54:47 (+7)                                          | 8 игр; +3 =0 −5; голы 54:47 (+7)                                          | 8 игр; +3 =0 −5; голы 54:47 (+7)                                          | 8 игр; +3 =0 −5; голы 54:47 (+7)                                          |

Так, в 1962 году, сборная УССР приняла участие в I зимней Спартакиаде народов СССР. Соревнования прошли в Свердловске во Дворце спорта профсоюзов. Украинская команда заняла второе место в своей 3-й подгруппе, уступив первую строчку команде РСФСР, и отправив участвовать в играх за 7-12 места команды Киргизской ССР и Армянской ССР. В финальном турнире сборная УССР проиграла 4 матча подряд с общим счетом 7:31, обыграв напоследок команду Казахской ССР — 5:3, что позволило украинцам занять итоговое 4-е место. Из 8-ми проведённых игр команда 3 выиграла, 5 проиграла. Общая разница забитых и пропущенных шайб — 54:47 (+7).
На следующем турнире — II Спартакиаде (в 1966 году) команда УССР участия не принимала, не сумев пробиться через сито предварительных игр. В 1970 году Спартакиада народов СССР не состоялась, а в 1974 году, на III Спартакиаде, хоккейный турнир не проводился. С 1978 года, согласно Положению о Спартакиаде, в хоккейном турнире должны были принимать участие только юниоры (не старше 17 лет). Таким образом, выступления в турнирах продолжила юниорская сборная УССР по хоккею с шайбой, зачастую формируемая из воспитанников одного из украинских клубов — ХК «Сокол» (Киев), ХК «Динамо» (Харьков).
На международной арене до 1991 года украинцы выступали в составе сборной команды СССР. В разное время в сборную СССР призывались киевляне Александр Альметов, Алексей Житник и Дмитрий Христич, харьковчанин Сергей Петренко, краматорчанин Виктор Жлуктов, а также игроки киевского «Сокола» разных лет — Анатолий Белоножкин, Сергей Земченко, Виталий Самойлов, Михаил Татаринов, Валерий Ширяев, Юрий Шундров, Рамиль Юлдашев.
Чемпионами мира в составе команды Советского Союза стали Александр Альметов (1963, 1965, 1966, 1967), Виктор Жлуктов (1978, 1979, 1981, 1982, 1983), Михаил Татаринов (1990), Дмитрий Христич (1990), Валерий Ширяев (1989). Кроме того, Виктор Жлутков является обладателем серебра чемпионата мира 1976 и бронзы чемпионата мира 1977, а Александр Альметов — бронзовый призёр чемпионата мира 1961
Олимпийские медали в составе сборной СССР завоевали: Александр Альметов (1960 — бронза, 1964 — золото), Виктор Жлутков (1976 — золото, 1980 — серебро), Виталий Самойлов (1988 — золото).
В 1992 году киевлянин Алексей Житник и харьковчанин Сергей Петренко входили в состав сборной команды СНГ, вместе с которой стали олимпийскими чемпионами на зимних Олимпийских играх 1992 года в Альбервиле. Оба хоккеиста приняли российское гражданство и стали выступать за сборную России. Позже, в 1998 году, Житник стал также серебряным призёром Олимпиады в Нагано. А Сергей Петренко выиграл золото чемпионата мира 1993 года.
Дончанин Олег Твердовский в 1992 году принял приглашение ХК «Крылья Советов» (Москва), получил российское гражданство и в составе сборной России стал бронзовым медалистом Олимпиады 2002 в Солт-Лейк-Сити. А также вместе с харьковчанином Виталием Вишневским и киевлянином Николаем Жердевым стал чемпионом мира (2009). Николай Жердев в составе сборной России также стал чемпионом мира в 2012-м.

### Независимая Украина
После провозглашения независимости Украины 24 августа 1991 года и последующего основания Федерации хоккея Украины 20 февраля 1992 года, была сформирована мужская национальная сборная команда мастеров по хоккею с шайбой.
| Состав сборной Украины по хоккею с шайбой на турнире «Большой приз Санкт-Петербурга» | Состав сборной Украины по хоккею с шайбой на турнире «Большой приз Санкт-Петербурга» | Состав сборной Украины по хоккею с шайбой на турнире «Большой приз Санкт-Петербурга» | Состав сборной Украины по хоккею с шайбой на турнире «Большой приз Санкт-Петербурга» | Состав сборной Украины по хоккею с шайбой на турнире «Большой приз Санкт-Петербурга» | Состав сборной Украины по хоккею с шайбой на турнире «Большой приз Санкт-Петербурга» | Состав сборной Украины по хоккею с шайбой на турнире «Большой приз Санкт-Петербурга» | Состав сборной Украины по хоккею с шайбой на турнире «Большой приз Санкт-Петербурга» |
| П                                                                                    | Игрок                                                                                | Дата рожд.                                                                           | И                                                                                    | Г                                                                                    | П                                                                                    | О                                                                                    | Клуб                                                                                 |
| ------------------------------------------------------------------------------------ | ------------------------------------------------------------------------------------ | ------------------------------------------------------------------------------------ | ------------------------------------------------------------------------------------ | ------------------------------------------------------------------------------------ | ------------------------------------------------------------------------------------ | ------------------------------------------------------------------------------------ | ------------------------------------------------------------------------------------ |
| В                                                                                    | Александр Вьюхин                                                                     | 09.01.1973                                                                           | 5                                                                                    | −18                                                                                  | 0                                                                                    | 0                                                                                    | ХК «Динамо» (Харьков)                                                                |
| З                                                                                    | Александр Алексеев                                                                   | 21.03.1974                                                                           | 5                                                                                    | 0                                                                                    | 1                                                                                    | 1                                                                                    | ХК «Сокол» (Киев)                                                                    |
| З                                                                                    | Андрей Бущан                                                                         | 21.08.1970                                                                           | 5                                                                                    | 1                                                                                    | 0                                                                                    | 1                                                                                    | ХК «Динамо» (Харьков)                                                                |
| З                                                                                    | Юрий Гунько                                                                          | 28.02.1972                                                                           | 4                                                                                    | 0                                                                                    | 0                                                                                    | 0                                                                                    | ХК «Сокол» (Киев)                                                                    |
| З                                                                                    | Владимир Кирик                                                                       | 10.07.1967                                                                           | 5                                                                                    | 2                                                                                    | 1                                                                                    | 3                                                                                    | ХК «Сокол» (Киев)                                                                    |
| З                                                                                    | Александр Осадчий                                                                    | 19.07.1975                                                                           | 5                                                                                    | 0                                                                                    | 0                                                                                    | 0                                                                                    | ХК «Динамо» (Харьков)                                                                |
| З                                                                                    | Олег Полковников                                                                     | 13.12.1973                                                                           | 5                                                                                    | 0                                                                                    | 0                                                                                    | 0                                                                                    | ХК «Сокол» (Киев)                                                                    |
| З                                                                                    | Александр Савицкий                                                                   | 03.05.1971                                                                           | 5                                                                                    | 0                                                                                    | 0                                                                                    | 0                                                                                    | ХК «Сокол» (Киев)                                                                    |
| З                                                                                    | Валерий Салиев                                                                       | 06.04.1970                                                                           | 5                                                                                    | 0                                                                                    | 0                                                                                    | 0                                                                                    | ХК «Динамо» (Харьков)                                                                |
| Н                                                                                    | Василий Бобровников                                                                  | 08.11.1971                                                                           | 4                                                                                    | 1                                                                                    | 0                                                                                    | 1                                                                                    | ХК «Сокол» (Киев)                                                                    |
| Н                                                                                    | Константин Буценко                                                                   | 10.03.1969                                                                           | 5                                                                                    | 0                                                                                    | 2                                                                                    | 2                                                                                    | ХК «Динамо» (Харьков)                                                                |
| Н                                                                                    | Эдуард Валиуллин                                                                     | 28.11.1966                                                                           | 5                                                                                    | 0                                                                                    | 1                                                                                    | 1                                                                                    | ХК «Сокол» (Киев)                                                                    |
| Н                                                                                    | Василий Василенко                                                                    | 18.06.1967                                                                           | 5                                                                                    | 1                                                                                    | 1                                                                                    | 2                                                                                    | ХК «Сокол» (Киев)                                                                    |
| Н                                                                                    | Олег Васильев                                                                        | 19.01.1973                                                                           | 2                                                                                    | 0                                                                                    | 0                                                                                    | 0                                                                                    | ХК «Динамо» (Харьков)                                                                |
| Н                                                                                    | Иван Вологжанинов                                                                    | 07.04.1974                                                                           | 5                                                                                    | 1                                                                                    | 0                                                                                    | 1                                                                                    | ХК «Сокол» (Киев)                                                                    |
| Н                                                                                    | Александр Кузьминский                                                                | 12.04.1972                                                                           | 5                                                                                    | 0                                                                                    | 1                                                                                    | 1                                                                                    | ХК «Сокол» (Киев)                                                                    |
| Н                                                                                    | Валентин Олецкий                                                                     | 02.06.1971                                                                           | 5                                                                                    | 2                                                                                    | 0                                                                                    | 2                                                                                    | ХК «Сокол» (Киев)                                                                    |
| Н                                                                                    | Дмитрий Пидгурский                                                                   | 11.02.1973                                                                           | 5                                                                                    | 1                                                                                    | 1                                                                                    | 0                                                                                    | ХК «Сокол» (Киев)                                                                    |
| Н                                                                                    | Богдан Савенко                                                                       | 20.11.1974                                                                           | 5                                                                                    | 0                                                                                    | 0                                                                                    | 0                                                                                    | ХК «Сокол» (Киев)                                                                    |
| Н                                                                                    | Олег Синьков                                                                         | 06.03.1965                                                                           | 5                                                                                    | 1                                                                                    | 4                                                                                    | 5                                                                                    | ХК «Сокол» (Киев)                                                                    |
| Н                                                                                    | Вадим Сливченко                                                                      | 28.03.1970                                                                           | 5                                                                                    | 3                                                                                    | 0                                                                                    | 3                                                                                    | ХК «Динамо» (Харьков)                                                                |
| Н                                                                                    | Михаил Фадеев                                                                        | 10.10.1971                                                                           | 5                                                                                    | 1                                                                                    | 1                                                                                    | 2                                                                                    | ХК «Сокол» (Киев)                                                                    |
| тренер                                                                               | тренер                                                                               | Александр Фадеев                                                                     | Александр Фадеев                                                                     | Александр Фадеев                                                                     | Александр Фадеев                                                                     | Александр Фадеев                                                                     | Александр Фадеев                                                                     |

Первые игры в своей истории команда провела на 18-м турнире «Большой приз Санкт-Петербурга» в Санкт-Петербурге. Изначально турнир проводился для вторых сборных своих стран. Однако, команды Украины и Казахстана на турнире были представлены своими только что сформированными первыми сборными. Кроме вышеупомянутых команд, в играх турнира принимали участие вторые сборные России и Норвегии, а также сборная команда Санкт-Петербурга. Игры турнира прошли на льду Дворца спорта «Юбилейный».
| Игры сборной Украины по хоккею с шайбой на турнире «Большой приз Санкт-Петербурга» | Игры сборной Украины по хоккею с шайбой на турнире «Большой приз Санкт-Петербурга» | Игры сборной Украины по хоккею с шайбой на турнире «Большой приз Санкт-Петербурга» | Игры сборной Украины по хоккею с шайбой на турнире «Большой приз Санкт-Петербурга» | Игры сборной Украины по хоккею с шайбой на турнире «Большой приз Санкт-Петербурга» |
| №                                                                                  | Дата                                                                               | Соперник                                                                           | Счёт                                                                               | Стадия                                                                             |
| ---------------------------------------------------------------------------------- | ---------------------------------------------------------------------------------- | ---------------------------------------------------------------------------------- | ---------------------------------------------------------------------------------- | ---------------------------------------------------------------------------------- |
| 1                                                                                  | 13.04.1992                                                                         | Россия-B                                                                           | 3:3                                                                                | групп.                                                                             |
| 2                                                                                  | 14.04.1992                                                                         | Казахстан                                                                          | 1:5                                                                                | групп.                                                                             |
| 3                                                                                  | 17.04.1992                                                                         | Санкт-Петербург                                                                    | 2:2                                                                                | групп.                                                                             |
| 4                                                                                  | 18.04.1992                                                                         | Норвегия-B                                                                         | 6:3                                                                                | групп.                                                                             |
| 5                                                                                  | 19.04.1992                                                                         | Россия-B                                                                           | 2:5                                                                                | за 3-е место                                                                       |
| Итого:                                                                             | Итого:                                                                             | 5 игр; +1 =2 −2; голы 14:18 (−4)                                                   | 5 игр; +1 =2 −2; голы 14:18 (−4)                                                   | 5 игр; +1 =2 −2; голы 14:18 (−4)                                                   |

13 апреля 1992 года против второй сборной России украинцы провели свою первую неофициальную игру. Встреча закончилась со счетом 3:3, при том, что украинская команда вела по ходу встречи 3:0. Автором первой шайбы в истории команды стал Михаил Фадеев, отличивший уже на 16-й секунде встречи после передачи Василия Василенко.
14 апреля 1992 года против сборной команды Казахстана сборная Украины провела свою первую встречу на уровне первых национальных сборных. Итог встречи — 1:5 в пользу казахстанской команды. Автором первой официальной шайбы (и единственной в матче) в составе украинской команды стал харьковчанин Вадим Сливченко, которому ассистировал Константин Буценко.
6 мая 1992 года Федерация хоккея Украины вступила в ИИХФ (англ. IIHF) — Международную Федерацию хоккея с шайбой.
В том же году, 6 ноября, сборная Украины провела свою первую официальную игру. В квалификационном турнире группы C чемпионата мира 1993 года, проходившем в Минске, со счетом 5:4 проиграла сборной команде Казахстана. Автором первой шайбы в официальных турнирах стал Александр Савицкий, ответивший в конце второго периода на четыре гола казахстанцев.

## Выступления

### Олимпийские игры
До 1992 года включительно сборная команда Украины в хоккейном турнире зимних Олимпийских игр участия не принимала. Украинцы играли в составе сборных команд СССР и СНГ.
На Олимпийских играх 2002 года команда единственный раз преодолела отборочный турнир и заняла на Играх 10-е место. В первом матче группового турнира украинцы проиграли команде Беларуси (0:1). Именно это поражение и лишило их путёвки в плей-офф, несмотря на одержанные впоследствии победы над сборными Франции (4:2) и Швейцарии (5:2). Завершила украинская команда своё выступление на Олимпиаде поражением от сборной Латвии в игре за 9-е место со счетом 2:9. Также стоит отметить неудачное выступление украинской команды в отборочном турнире XXIII Олимпийских игр, финальный хоккейный турнир которых проходил в корейском Пхёнчане. Сборная Украины впервые не смогла выйти во второй отборочный раунд соревнований, уступив в решающей игре хозяйке турнира —- команде Японии со счетом 1:2.
| Сборная Украины по хоккею с шайбой на хоккейных турнирах зимних Олимпийских игр | Сборная Украины по хоккею с шайбой на хоккейных турнирах зимних Олимпийских игр | Сборная Украины по хоккею с шайбой на хоккейных турнирах зимних Олимпийских игр | Сборная Украины по хоккею с шайбой на хоккейных турнирах зимних Олимпийских игр | Сборная Украины по хоккею с шайбой на хоккейных турнирах зимних Олимпийских игр | Сборная Украины по хоккею с шайбой на хоккейных турнирах зимних Олимпийских игр | Сборная Украины по хоккею с шайбой на хоккейных турнирах зимних Олимпийских игр | Сборная Украины по хоккею с шайбой на хоккейных турнирах зимних Олимпийских игр | Сборная Украины по хоккею с шайбой на хоккейных турнирах зимних Олимпийских игр | Сборная Украины по хоккею с шайбой на хоккейных турнирах зимних Олимпийских игр | Сборная Украины по хоккею с шайбой на хоккейных турнирах зимних Олимпийских игр | Сборная Украины по хоккею с шайбой на хоккейных турнирах зимних Олимпийских игр | Сборная Украины по хоккею с шайбой на хоккейных турнирах зимних Олимпийских игр | Сборная Украины по хоккею с шайбой на хоккейных турнирах зимних Олимпийских игр | Сборная Украины по хоккею с шайбой на хоккейных турнирах зимних Олимпийских игр | Сборная Украины по хоккею с шайбой на хоккейных турнирах зимних Олимпийских игр | Сборная Украины по хоккею с шайбой на хоккейных турнирах зимних Олимпийских игр |
| №                                                                               | Игры                                                                            | Год                                                                             | Дата                                                                            | Город                                                                           | Стадия                                                                          | Место                                                                           | И                                                                               | В                                                                               | ВО                                                                              | Н                                                                               | ПО                                                                              | П                                                                               | ГЗ                                                                              | ГП                                                                              | ГР                                                                              | Прим.                                                                           |
| ------------------------------------------------------------------------------- | ------------------------------------------------------------------------------- | ------------------------------------------------------------------------------- | ------------------------------------------------------------------------------- | ------------------------------------------------------------------------------- | ------------------------------------------------------------------------------- | ------------------------------------------------------------------------------- | ------------------------------------------------------------------------------- | ------------------------------------------------------------------------------- | ------------------------------------------------------------------------------- | ------------------------------------------------------------------------------- | ------------------------------------------------------------------------------- | ------------------------------------------------------------------------------- | ------------------------------------------------------------------------------- | ------------------------------------------------------------------------------- | ------------------------------------------------------------------------------- | ------------------------------------------------------------------------------- |
| 1                                                                               | XVII                                                                            | 1993                                                                            | 28.08 − 04.09                                                                   |                                                                                 | отбор.                                                                          | —                                                                               | —                                                                               | —                                                                               | —                                                                               | —                                                                               | —                                                                               | —                                                                               | —                                                                               | —                                                                               | —                                                                               |                                                                                 |
| 1                                                                               | XVII                                                                            | 1994                                                                            | 12.02 − 27.02                                                                   | Норвегия: · Лиллехаммер                                                         | финал.                                                                          | —                                                                               | —                                                                               | —                                                                               | —                                                                               | —                                                                               | —                                                                               | —                                                                               | —                                                                               | —                                                                               | —                                                                               |                                                                                 |
| 2                                                                               | XVIII                                                                           | 1996                                                                            | 26.01 − 23.03                                                                   |                                                                                 | квалиф.                                                                         | —                                                                               | —                                                                               | —                                                                               | —                                                                               | —                                                                               | —                                                                               | —                                                                               | —                                                                               | —                                                                               | —                                                                               |                                                                                 |
| 2                                                                               | XVIII                                                                           | 1996                                                                            | 17.12 − 22.12                                                                   | Польша: · Тыхы                                                                  | отбор. (1-й раунд)                                                              | 1-е                                                                             | 4                                                                               | 3                                                                               | —                                                                               | 1                                                                               | —                                                                               | 0                                                                               | 51                                                                              | 3                                                                               | +48                                                                             | (гр. B)                                                                         |
| 2                                                                               | XVIII                                                                           | 1997                                                                            | 06.02 − 09.02                                                                   | Германия: · Оберхаузен                                                          | отбор. (2-й раунд)                                                              | 4-е                                                                             | 3                                                                               | 0                                                                               | —                                                                               | 1                                                                               | —                                                                               | 2                                                                               | 6                                                                               | 10                                                                              | −4                                                                              | (гр. 1)                                                                         |
| 2                                                                               | XVIII                                                                           | 1998                                                                            | 07.02 − 12.02                                                                   | Япония: · Нагано                                                                | предв. раунд                                                                    | —                                                                               | —                                                                               | —                                                                               | —                                                                               | —                                                                               | —                                                                               | —                                                                               | —                                                                               | —                                                                               | —                                                                               |                                                                                 |
| 2                                                                               | XVIII                                                                           | 1998                                                                            | 13.02 − 22.02                                                                   | Япония: · Нагано                                                                | финал.                                                                          | —                                                                               | —                                                                               | —                                                                               | —                                                                               | —                                                                               | —                                                                               | —                                                                               | —                                                                               | —                                                                               | —                                                                               |                                                                                 |
| 3                                                                               | XIX                                                                             | 1999                                                                            | 03.09 − 12.12                                                                   |                                                                                 | квалиф.                                                                         | —                                                                               | —                                                                               | —                                                                               | —                                                                               | —                                                                               | —                                                                               | —                                                                               | —                                                                               | —                                                                               | —                                                                               |                                                                                 |
| 3                                                                               | XIX                                                                             | 2000                                                                            | 10.02 − 13.02                                                                   | Эстония: · Таллин                                                               | отбор. (1-й раунд)                                                              | 1-е                                                                             | 3                                                                               | 2                                                                               | —                                                                               | 0                                                                               | —                                                                               | 1                                                                               | 11                                                                              | 6                                                                               | +5                                                                              | (гр. 2)                                                                         |
| 3                                                                               | XIX                                                                             | 2001                                                                            | 07.02 − 10.02                                                                   | Норвегия: · Осло                                                                | отбор. (2-й раунд)                                                              | 3-е                                                                             | 3                                                                               | 1                                                                               | —                                                                               | 1                                                                               | —                                                                               | 1                                                                               | 8                                                                               | 6                                                                               | +2                                                                              | (гр. A)                                                                         |
| 3                                                                               | XIX                                                                             | 2002                                                                            | 09.02 − 12.02                                                                   | США: · Солт-Лейк-Сити                                                           | предв. раунд                                                                    | 2-е                                                                             | 3                                                                               | 2                                                                               | —                                                                               | 0                                                                               | —                                                                               | 1                                                                               | 9                                                                               | 5                                                                               | +4                                                                              | (гр. B)                                                                         |
| 3                                                                               | XIX                                                                             | 2002                                                                            | 14.02                                                                           | США: · Солт-Лейк-Сити                                                           | утешит.                                                                         | 10-е                                                                            | 1                                                                               | 0                                                                               | —                                                                               | 0                                                                               | —                                                                               | 1                                                                               | 2                                                                               | 9                                                                               | −7                                                                              |                                                                                 |
| 3                                                                               | XIX                                                                             | 2002                                                                            | 13.02 − 22.02                                                                   | США: · Солт-Лейк-Сити                                                           | финал.                                                                          | —                                                                               | —                                                                               | —                                                                               | —                                                                               | —                                                                               | —                                                                               | —                                                                               | —                                                                               | —                                                                               | —                                                                               |                                                                                 |
| 4                                                                               | XX                                                                              | 2004                                                                            | 11.11 − 14.11                                                                   |                                                                                 | отбор. (1-й раунд)                                                              | —                                                                               | —                                                                               | —                                                                               | —                                                                               | —                                                                               | —                                                                               | —                                                                               | —                                                                               | —                                                                               | —                                                                               |                                                                                 |
| 4                                                                               | XX                                                                              | 2005                                                                            | 10.02 − 13.02                                                                   | Австрия: · Клагенфурт                                                           | отбор. (2-й раунд)                                                              | 4-е                                                                             | 3                                                                               | 1                                                                               | —                                                                               | 0                                                                               | —                                                                               | 2                                                                               | 8                                                                               | 9                                                                               | −1                                                                              | (гр. C)                                                                         |
| 4                                                                               | XX                                                                              | 2006                                                                            | 15.02 − 22.02                                                                   | Италия: · Турин                                                                 | финал.                                                                          | —                                                                               | —                                                                               | —                                                                               | —                                                                               | —                                                                               | —                                                                               | —                                                                               | —                                                                               | —                                                                               | —                                                                               |                                                                                 |
| 5                                                                               | XXI                                                                             | 2008                                                                            | 09.10 − 11.10                                                                   |                                                                                 | квалиф.                                                                         | —                                                                               | —                                                                               | —                                                                               | —                                                                               | —                                                                               | —                                                                               | —                                                                               | —                                                                               | —                                                                               | —                                                                               |                                                                                 |
| 5                                                                               | XXI                                                                             | 2008                                                                            | 06.11 − 09.11                                                                   |                                                                                 | отбор. (1-й раунд)                                                              | —                                                                               | —                                                                               | —                                                                               | —                                                                               | —                                                                               | —                                                                               | —                                                                               | —                                                                               | —                                                                               | —                                                                               |                                                                                 |
| 5                                                                               | XXI                                                                             | 2009                                                                            | 05.02 − 08.02                                                                   | Латвия: · Рига                                                                  | отбор. (2-й раунд)                                                              | 2-е                                                                             | 3                                                                               | 1                                                                               | 1                                                                               | —                                                                               | 0                                                                               | 1                                                                               | 9                                                                               | 9                                                                               | 0                                                                               | (гр. F)                                                                         |
| 5                                                                               | XXI                                                                             | 2010                                                                            | 16.02 − 28.02                                                                   | Канада: · Ванкувер                                                              | финал.                                                                          | —                                                                               | —                                                                               | —                                                                               | —                                                                               | —                                                                               | —                                                                               | —                                                                               | —                                                                               | —                                                                               | —                                                                               |                                                                                 |
| 6                                                                               | XXII                                                                            | 2012                                                                            | 17.09 − 19.09                                                                   |                                                                                 | квалиф.                                                                         | —                                                                               | —                                                                               | —                                                                               | —                                                                               | —                                                                               | —                                                                               | —                                                                               | —                                                                               | —                                                                               | —                                                                               |                                                                                 |
| 6                                                                               | XXII                                                                            | 2012                                                                            | 08.11 − 11.11                                                                   | Украина: · Киев                                                                 | отбор. (1-й раунд)                                                              | 1-е                                                                             | 3                                                                               | 3                                                                               | 0                                                                               | —                                                                               | 0                                                                               | 0                                                                               | 22                                                                              | 1                                                                               | +21                                                                             | (гр. H)                                                                         |
| 6                                                                               | XXII                                                                            | 2013                                                                            | 07.02 − 10.02                                                                   | Дания: · Войенс                                                                 | отбор. (2-й раунд)                                                              | 4-е                                                                             | 3                                                                               | 0                                                                               | 0                                                                               | —                                                                               | 0                                                                               | 3                                                                               | 1                                                                               | 14                                                                              | −13                                                                             | (гр. F)                                                                         |
| 6                                                                               | XXII                                                                            | 2014                                                                            | 12.02 − 23.02                                                                   | Россия: · Сочи                                                                  | финал.                                                                          | —                                                                               | —                                                                               | —                                                                               | —                                                                               | —                                                                               | —                                                                               | —                                                                               | —                                                                               | —                                                                               | —                                                                               |                                                                                 |
| 7                                                                               | XXIII                                                                           | 2015                                                                            | 10.10                                                                           |                                                                                 | предв. квалиф.                                                                  | —                                                                               | —                                                                               | —                                                                               | —                                                                               | —                                                                               | —                                                                               | —                                                                               | —                                                                               | —                                                                               | —                                                                               |                                                                                 |
| 7                                                                               | XXIII                                                                           | 2015                                                                            | 05.11 − 08.11                                                                   |                                                                                 | квалиф.                                                                         | —                                                                               | —                                                                               | —                                                                               | —                                                                               | —                                                                               | —                                                                               | —                                                                               | —                                                                               | —                                                                               | —                                                                               |                                                                                 |
| 7                                                                               | XXIII                                                                           | 2016                                                                            | 11.02 − 14.02                                                                   | Япония: · Саппоро                                                               | отбор. (1-й раунд)                                                              | 2-е                                                                             | 3                                                                               | 2                                                                               | 0                                                                               | —                                                                               | 0                                                                               | 1                                                                               | 10                                                                              | 2                                                                               | +8                                                                              | (гр. J)                                                                         |
| 7                                                                               | XXIII                                                                           | 2016                                                                            | 01.09 − 04.09                                                                   | Латвия: · Рига                                                                  | отбор. (2-й раунд)                                                              | —                                                                               | —                                                                               | —                                                                               | —                                                                               | —                                                                               | —                                                                               | —                                                                               | —                                                                               | —                                                                               | —                                                                               |                                                                                 |
| 7                                                                               | XXIII                                                                           | 2018                                                                            | 09.02 − 25.02                                                                   | Республика Корея: · Пхёнчан                                                     | финал.                                                                          | —                                                                               | —                                                                               | —                                                                               | —                                                                               | —                                                                               | —                                                                               | —                                                                               | —                                                                               | —                                                                               | —                                                                               |                                                                                 |
| 8                                                                               | XXIV                                                                            | 2019                                                                            | 07.11 − 10.11                                                                   |                                                                                 | 1 предв. квалиф.                                                                | —                                                                               | —                                                                               | —                                                                               | —                                                                               | —                                                                               | —                                                                               | —                                                                               | —                                                                               | —                                                                               | —                                                                               |                                                                                 |
| 8                                                                               | XXIV                                                                            | 2019                                                                            | 12.12 − 15.12                                                                   |                                                                                 | 2 предв. квалиф.                                                                | —                                                                               | —                                                                               | —                                                                               | —                                                                               | —                                                                               | —                                                                               | —                                                                               | —                                                                               | —                                                                               | —                                                                               |                                                                                 |
| 8                                                                               | XXIV                                                                            | 2020                                                                            | 06.02 − 09.02                                                                   | Казахстан: · Нур-Султан                                                         | 3 предв. квалиф.                                                                | 3-е                                                                             | 3                                                                               | 1                                                                               | 0                                                                               | —                                                                               | 0                                                                               | 2                                                                               | 5                                                                               | 14                                                                              | −9                                                                              | (гр. H)                                                                         |
| 8                                                                               | XXIV                                                                            | 2020                                                                            | 27.08 − 30.08                                                                   | Словакия: · Братислава                                                          | финал. квалиф.                                                                  | —                                                                               | —                                                                               | —                                                                               | —                                                                               | —                                                                               | —                                                                               | —                                                                               | —                                                                               | —                                                                               | —                                                                               |                                                                                 |
| 8                                                                               | XXIV                                                                            | 2022                                                                            | 04.02 − 20.02                                                                   | Китай: · Пекин                                                                  | финал.                                                                          | —                                                                               | —                                                                               | —                                                                               | —                                                                               | —                                                                               | —                                                                               | —                                                                               | —                                                                               | —                                                                               | —                                                                               |                                                                                 |
| Итого:                                                                          | Итого:                                                                          | Итого:                                                                          | Итого:                                                                          | Итого:                                                                          |                                                                                 |                                                                                 | 35                                                                              | 17 (1 Б)                                                                        | 17 (1 Б)                                                                        | 3                                                                               | 15                                                                              | 15                                                                              | 142                                                                             | 88                                                                              | +54                                                                             |                                                                                 |
| в том числе:                                                                    | в том числе:                                                                    | в том числе:                                                                    | в том числе:                                                                    | в том числе:                                                                    | финал.                                                                          | финал.                                                                          | 4                                                                               | 2                                                                               | 2                                                                               | 0                                                                               | 2                                                                               | 2                                                                               | 11                                                                              | 14                                                                              | −3                                                                              |                                                                                 |

### Чемпионаты мира
До 1992 года включительно сборная команда Украины в чемпионатах мира участия не принимала. Украинцы играли в составе сборных команд СССР, а после — СНГ.
6 ноября 1992 года сборная Украины провела свою первую официальную игру в системе чемпионатов мира. В квалификационном турнире группы C чемпионата мира 1993 года, проходившем в Минске, со счетом 5:4 украинцы проиграли сборной команде Казахстана. Однако, несмотря на то, что все три команды группы B, включая команду хозяев набрали одинаковое количество очков, одержав по одной победе и потерпев по одному поражению, сборная Украины смогла пройти дальше за счет лучшей, чем у соперников разницы забитых и пропущенных шайб.
Лишь одной победы команде не хватило для повышения в классе на турнире 1993 года, где Украина заняла 2-е место, уступив в финале сборной команде Латвии. В этом же турнире, 13 марта 1993 года, сборная Украины одержала свою самую на сегодняшний день крупную победу — над командой Бельгии со счётом 37:2. В группе C чемпионата мира (третьего по значимости дивизиона) сборная Украины провела в общей сложности 4 года. 29 марта 1996 года команда начала свою беспрецедентную в своей истории 17-матчевую беспроигрышную серию в чемпионатах мира, которая увенчалась выходом сборной Украины в ТОП-дивизион Чемпионата мира 1999 года. За это время команда выиграла 16 матчей и 2 свела вничью. Серия оборвалась 2 мая 1999 года поражением от команды Финляндии. Эта же команда 4 года спустя нанесла сборной Украины самое чувствительное поражение — 9:0. В дальнейшем команда сохраняла место среди сильнейших на протяжении 9 лет. Наивысшим достижением за эти годы стало 9-е место на Чемпионате мира 2002 года. Кроме этого успеха команда ещё по одному разу занимала 10-е и 11-е места, дважды — 12-е, трижды — 14-е. Лишь по результатам чемпионата мира 2007 года команда выбыла в I дивизион, где провела следующие 5 лет. Попутно команда обновила собственный антирекорд проиграв 7 матчей подряд в рамках чемпионатов мира. Стоит отметить, что 16-е место в 2007 году стало наилучшим показателем команды на многие последующие годы, в течение которых украинцы не поднимались выше 19-го места. С каждым годом показатели команды становились всё хуже. В определённой степени домашние стены турнира 2011 года, игры которого прошли в Киеве не позволили сборной Украине понизиться в классе. 3-е место в группе позволило при смене системы групп I дивизиона остаться команде в группе A дивизиона I. Однако, уже на турнире 2012 года падение возобновилось. На домашнем турнире в 2013 году, прошедшем в Донецке, команда вновь завоевала путевку на повышение в классе, выиграв все 5 матчей. А через 2 года опять опустилась в дивизион IB. Успешное выступление на турнире в 2016 году в очередной раз подняло команду в более сильную группу. А год спустя команда потерпела фиаско на домашнем турнире в Киеве, проиграв все матчи и заняв последнее место. Таким образом, за 6 лет, с 2012 по 2017 год, команда 5 раз перемещалась между группами A и B первого дивизиона, стабильно находясь рядом с 20-й сильнейших сборных. Однако, начиная с 2015 года украинцам ни разу не удалось войти в 20-ку. Поражение в последнем матче чемпионата 2019 года от команды Эстонии впервые за 27 лет сместило баланс игр сборной Украины в отрицательную сторону.
| Сборная Украины по хоккею с шайбой на чемпионатах мира | Сборная Украины по хоккею с шайбой на чемпионатах мира | Сборная Украины по хоккею с шайбой на чемпионатах мира | Сборная Украины по хоккею с шайбой на чемпионатах мира | Сборная Украины по хоккею с шайбой на чемпионатах мира | Сборная Украины по хоккею с шайбой на чемпионатах мира | Сборная Украины по хоккею с шайбой на чемпионатах мира | Сборная Украины по хоккею с шайбой на чемпионатах мира | Сборная Украины по хоккею с шайбой на чемпионатах мира | Сборная Украины по хоккею с шайбой на чемпионатах мира | Сборная Украины по хоккею с шайбой на чемпионатах мира | Сборная Украины по хоккею с шайбой на чемпионатах мира | Сборная Украины по хоккею с шайбой на чемпионатах мира | Сборная Украины по хоккею с шайбой на чемпионатах мира | Сборная Украины по хоккею с шайбой на чемпионатах мира | Сборная Украины по хоккею с шайбой на чемпионатах мира | Сборная Украины по хоккею с шайбой на чемпионатах мира |
| №                                                      | Год                                                    | Место                                                  | Дивизион                                               | Место                                                  | Локация                                                | Дата                                                   | И                                                      | В                                                      | ВО                                                     | Н                                                      | ПО                                                     | П                                                      | ГЗ                                                     | ГП                                                     | ГР                                                     | Прим.                                                  |
| ------------------------------------------------------ | ------------------------------------------------------ | ------------------------------------------------------ | ------------------------------------------------------ | ------------------------------------------------------ | ------------------------------------------------------ | ------------------------------------------------------ | ------------------------------------------------------ | ------------------------------------------------------ | ------------------------------------------------------ | ------------------------------------------------------ | ------------------------------------------------------ | ------------------------------------------------------ | ------------------------------------------------------ | ------------------------------------------------------ | ------------------------------------------------------ | ------------------------------------------------------ |
| 1                                                      | 1992                                                   | 18-е                                                   | Группа C (квал.)                                       | 1-е                                                    | Беларусь: · Минск                                      | 06.11 − 08.11                                          | 2                                                      | 1                                                      | —                                                      | 0                                                      | —                                                      | 1                                                      | 8                                                      | 6                                                      | +2                                                     | (гр. B)                                                |
| 1                                                      | 1993                                                   | 18-е                                                   | Группа C                                               | 2-е                                                    | Словения: · Любляна, Блед                              | 12.03 − 21.03                                          | 7                                                      | 5                                                      | —                                                      | 1                                                      | —                                                      | 1                                                      | 105                                                    | 14                                                     | +91                                                    | (гр. A)                                                |
| 2                                                      | 1994                                                   | 23-е                                                   | Группа C1                                              | 3-е                                                    | Словакия: · Попрад, Спишска-Нова-Вес                   | 18.03 − 27.03                                          | 6                                                      | 3                                                      | —                                                      | 2                                                      | —                                                      | 1                                                      | 49                                                     | 7                                                      | +42                                                    |                                                        |
| 3                                                      | 1995                                                   | 23-е                                                   | Группа C1                                              | 3-е                                                    | Болгария: · София                                      | 20.03 − 26.03                                          | 4                                                      | 2                                                      | —                                                      | 1                                                      | —                                                      | 1                                                      | 27                                                     | 9                                                      | +18                                                    | (гр. C)                                                |
| 4                                                      | 1996                                                   | 22-е                                                   | Группа C                                               | 2-е                                                    | Словения: · Есенице, Блед                              | 22.03 − 31.03                                          | 7                                                      | 6                                                      | —                                                      | 0                                                      | —                                                      | 1                                                      | 40                                                     | 13                                                     | +27                                                    |                                                        |
| 5                                                      | 1997                                                   | 21-е                                                   | Группа C                                               | 1-е                                                    | Эстония: · Таллин, Кохтла-Ярве                         | 22.03 − 28.03                                          | 5                                                      | 4                                                      | —                                                      | 1                                                      | —                                                      | 0                                                      | 21                                                     | 6                                                      | +15                                                    | (гр. C)                                                |
| 6                                                      | 1998                                                   | 17-е                                                   | Группа B                                               | 1-е                                                    | Словения: · Любляна, Есенице                           | 15.04 − 26.04                                          | 7                                                      | 7                                                      | —                                                      | 0                                                      | —                                                      | 0                                                      | 38                                                     | 13                                                     | +25                                                    |                                                        |
| 7                                                      | 1998                                                   | 14-е                                                   | Группа A (квал.)                                       | 1-е                                                    | Словения: · Любляна                                    | 05.11 − 08.11                                          | 3                                                      | 2                                                      | —                                                      | 1                                                      | —                                                      | 0                                                      | 8                                                      | 4                                                      | +4                                                     | (гр. B)                                                |
| 7                                                      | 1999                                                   | 14-е                                                   | Группа A                                               | 14-е                                                   | Норвегия: · Хамар, Осло, Лиллехаммер                   | 01.05 − 16.05                                          | 3                                                      | 0                                                      | —                                                      | 0                                                      | —                                                      | 3                                                      | 3                                                      | 13                                                     | −10                                                    | (гр. D)                                                |
| 8                                                      | 1999                                                   | 14-е                                                   | Группа A (квал.)                                       | 2-е                                                    | Великобритания: · Шеффилд                              | 11.11 − 14.11                                          | 3                                                      | 1                                                      | —                                                      | 2                                                      | —                                                      | 0                                                      | 5                                                      | 4                                                      | +1                                                     | (гр. A)                                                |
| 8                                                      | 2000                                                   | 14-е                                                   | Группа A                                               | 14-е                                                   | Россия: · Санкт-Петербург                              | 30.04 − 14.05                                          | 6                                                      | 2                                                      | —                                                      | 0                                                      | —                                                      | 4                                                      | 15                                                     | 21                                                     | −6                                                     | (гр. A), утешит.                                       |
| 9                                                      | 2001                                                   | 10-е                                                   | ТОП-Дивизион                                           | 10-е                                                   | Германия: · Кёльн, Ганновер, Нюрнберг                  | 28.04 − 13.05                                          | 6                                                      | 2                                                      | —                                                      | 0                                                      | —                                                      | 4                                                      | 11                                                     | 23                                                     | −12                                                    | (гр. C), (гр. F)                                       |
| 10                                                     | 2002                                                   | 9-е                                                    | ТОП-Дивизион                                           | 9-е                                                    | Швеция: · Карлстад, Гётеборг, Йёнчёпинг                | 26.04 − 11.05                                          | 6                                                      | 2                                                      | —                                                      | 1                                                      | —                                                      | 3                                                      | 13                                                     | 20                                                     | −7                                                     | (гр. B), (гр. F)                                       |
| 11                                                     | 2003                                                   | 12-е                                                   | ТОП-Дивизион                                           | 12-е                                                   | Финляндия: · Хельсинки, Турку, Тампере                 | 26.04 − 11.05                                          | 6                                                      | 1                                                      | —                                                      | 0                                                      | —                                                      | 5                                                      | 13                                                     | 32                                                     | −19                                                    | (гр. A), (гр. E)                                       |
| 12                                                     | 2004                                                   | 14-е                                                   | ТОП-Дивизион                                           | 14-е                                                   | Чехия: · Прага, Острава                                | 24.04 − 09.05                                          | 6                                                      | 1                                                      | —                                                      | 2                                                      | —                                                      | 3                                                      | 12                                                     | 20                                                     | −8                                                     | (гр. B), утешит.                                       |
| 13                                                     | 2005                                                   | 11-е                                                   | ТОП-Дивизион                                           | 11-е                                                   | Австрия: · Инсбрук, Вена                               | 30.04 − 15.05                                          | 6                                                      | 1                                                      | —                                                      | 1                                                      | —                                                      | 4                                                      | 7                                                      | 14                                                     | −7                                                     | (гр. C), (гр. F)                                       |
| 14                                                     | 2006                                                   | 12-е                                                   | ТОП-Дивизион                                           | 12-е                                                   | Латвия: · Рига                                         | 05.05 − 21.05                                          | 6                                                      | 1                                                      | —                                                      | 0                                                      | —                                                      | 5                                                      | 8                                                      | 31                                                     | −23                                                    | (гр. B), (гр. F)                                       |
| 15                                                     | 2007                                                   | 16-е                                                   | ТОП-Дивизион                                           | 16-е                                                   | Россия: · Москва, Мытищи                               | 27.04 − 13.05                                          | 6                                                      | 1                                                      | 0                                                      | —                                                      | 0                                                      | 5                                                      | 11                                                     | 32                                                     | −21                                                    | (гр. A), утешит.                                       |
| 16                                                     | 2008                                                   | 19-е                                                   | Дивизион I                                             | 2-е                                                    | Япония: · Саппоро                                      | 13.04 − 19.04                                          | 5                                                      | 3                                                      | 1                                                      | —                                                      | 0                                                      | 1                                                      | 18                                                     | 8                                                      | +10                                                    | (гр. B)                                                |
| 17                                                     | 2009                                                   | 20-е                                                   | Дивизион I                                             | 2-е                                                    | Польша: · Торунь                                       | 11.04 − 17.04                                          | 5                                                      | 3                                                      | 1                                                      | —                                                      | 0                                                      | 1                                                      | 18                                                     | 6                                                      | +12                                                    | (гр. B)                                                |
| 18                                                     | 2010                                                   | 19-е                                                   | Дивизион I                                             | 2-е                                                    | Нидерланды: · Тилбург                                  | 19.04 − 25.04                                          | 5                                                      | 4                                                      | 0                                                      | —                                                      | 0                                                      | 1                                                      | 39                                                     | 12                                                     | +10                                                    | (гр. A)                                                |
| 19                                                     | 2011                                                   | 21-е                                                   | Дивизион I                                             | 3-е                                                    | Украина: · Киев                                        | 17.04 − 23.04                                          | 5                                                      | 3                                                      | 0                                                      | —                                                      | 1                                                      | 1                                                      | 19                                                     | 12                                                     | +7                                                     | (гр. B)                                                |
| 20                                                     | 2012                                                   | 22-е                                                   | Дивизион IA                                            | 6-е                                                    | Словения: · Любляна                                    | 15.04 − 21.04                                          | 5                                                      | 0                                                      | 1                                                      | —                                                      | 1                                                      | 3                                                      | 12                                                     | 16                                                     | −4                                                     |                                                        |
| 21                                                     | 2013                                                   | 23-е                                                   | Дивизион IB                                            | 1-е                                                    | Украина: · Донецк                                      | 14.04 − 20.04                                          | 5                                                      | 4                                                      | 1                                                      | —                                                      | 0                                                      | 0                                                      | 30                                                     | 7                                                      | +23                                                    |                                                        |
| 22                                                     | 2014                                                   | 20-е                                                   | Дивизион IA                                            | 4-е                                                    | Республика Корея: · Коян                               | 20.04 − 26.04                                          | 5                                                      | 2                                                      | 0                                                      | —                                                      | 1                                                      | 2                                                      | 18                                                     | 13                                                     | +5                                                     |                                                        |
| 23                                                     | 2015                                                   | 22-е                                                   | Дивизион IA                                            | 6-е                                                    | Польша: · Краков                                       | 19.04 − 25.04                                          | 5                                                      | 0                                                      | 0                                                      | —                                                      | 1                                                      | 4                                                      | 8                                                      | 17                                                     | −4                                                     |                                                        |
| 24                                                     | 2016                                                   | 23-е                                                   | Дивизион IB                                            | 1-е                                                    | Хорватия: · Загреб                                     | 17.04 − 23.04                                          | 5                                                      | 4                                                      | 0                                                      | —                                                      | 0                                                      | 1                                                      | 20                                                     | 6                                                      | +14                                                    |                                                        |
| 25                                                     | 2017                                                   | 22-е                                                   | Дивизион IA                                            | 6-е                                                    | Украина: · Киев                                        | 22.04 − 28.04                                          | 5                                                      | 0                                                      | 0                                                      | —                                                      | 1                                                      | 4                                                      | 7                                                      | 14                                                     | −7                                                     |                                                        |
| 26                                                     | 2018                                                   | 26-е                                                   | Дивизион IB                                            | 4-е                                                    | Литва: · Каунас                                        | 22.04 − 28.04                                          | 5                                                      | 1                                                      | 0                                                      | —                                                      | 1                                                      | 3                                                      | 10                                                     | 18                                                     | −8                                                     |                                                        |
| 27                                                     | 2019                                                   | 27-е                                                   | Дивизион IB                                            | 5-е                                                    | Эстония: · Таллин                                      | 28.04 − 04.05                                          | 5                                                      | 1                                                      | 0                                                      | —                                                      | 1                                                      | 3                                                      | 17                                                     | 20                                                     | −3                                                     |                                                        |
| 28                                                     | 2020                                                   | —                                                      | Дивизион IB                                            | —                                                      | Польша: · Катовице                                     | 27.04 − 03.05                                          | Турнир перенесён на 2021 год из-за пандемии COVID-19   | Турнир перенесён на 2021 год из-за пандемии COVID-19   | Турнир перенесён на 2021 год из-за пандемии COVID-19   | Турнир перенесён на 2021 год из-за пандемии COVID-19   | Турнир перенесён на 2021 год из-за пандемии COVID-19   | Турнир перенесён на 2021 год из-за пандемии COVID-19   | Турнир перенесён на 2021 год из-за пандемии COVID-19   | Турнир перенесён на 2021 год из-за пандемии COVID-19   | Турнир перенесён на 2021 год из-за пандемии COVID-19   | Турнир перенесён на 2021 год из-за пандемии COVID-19   |
| 29                                                     | 2021                                                   | —                                                      | Дивизион IB                                            | —                                                      | Польша: · Катовице                                     | 26.04 − 02.05                                          | Турнир отменен из-за пандемии COVID-19                 | Турнир отменен из-за пандемии COVID-19                 | Турнир отменен из-за пандемии COVID-19                 | Турнир отменен из-за пандемии COVID-19                 | Турнир отменен из-за пандемии COVID-19                 | Турнир отменен из-за пандемии COVID-19                 | Турнир отменен из-за пандемии COVID-19                 | Турнир отменен из-за пандемии COVID-19                 | Турнир отменен из-за пандемии COVID-19                 | Турнир отменен из-за пандемии COVID-19                 |
| Итого:                                                 | Итого:                                                 | Итого:                                                 |                                                        |                                                        |                                                        |                                                        | 155                                                    | 71 (1 ОТ, 3 Б)                                         | 71 (1 ОТ, 3 Б)                                         | 12                                                     | 72 (6 ОТ, 1 Б)                                         | 72 (6 ОТ, 1 Б)                                         | 610                                                    | 431                                                    | +179                                                   |                                                        |
| в том числе:                                           | в том числе:                                           | в том числе:                                           | ТОП-Дивизион (Группа A)                                | ТОП-Дивизион (Группа A)                                | ТОП-Дивизион (Группа A)                                | ТОП-Дивизион (Группа A)                                | 51                                                     | 11                                                     | 11                                                     | 4                                                      | 36                                                     | 36                                                     | 93                                                     | 206                                                    | −113                                                   |                                                        |

### Ближайшие и последние игры

#### Матчи сезона 2020/2021
В сезоне 2020/2021 Министерством молодёжи и спорта Украины едиными календарными планами физкультурно-оздоровительных и спортивных мероприятий Украины на 2020 и 2021 года было предусмотрено участие сборной команды в двух международных турнирах серии «Euro Ice Hockey Challenge»:
- с 16 декабря по 20 декабря 2020 года (22 игрока и 8 тренеров) в Польше
- с 11 февраля по 15 февраля 2021 года (23 игрока и 8 тренеров) в Венгрии

Также игроки и тренеры сборной Украины должны были принять участие в следующих учебно-тренировочных сборах в рамках подготовки к чемпионату мира 2021 года
- с 24 августа по 31 августа 2020 года (УТЗ по физической и ледовой подготовке, 34 игрока и 11 тренеров)
- с 1 ноября по 5 ноября 2020 года (УТЗ по специальной подготовке, 28 игроков и 8 тренеров)
- с 12 декабря по 16 декабря 2020 года (УТЗ по специальной подготовке, 28 игроков и 8 тренеров)
- с 6 февраля по 11 февраля 2021 года (УТЗ по специальной тактико-технической подготовке, 28 игроков и 8 тренеров)
- с 15 апреля по 24 апреля 2021 года (УТЗ по специальной подготовке, 28 игроков и 8 тренеров)

В связи с пандемией COVID-19 были отменены все учебно-тренировочные сборы, а также участие сборной Украины в международных турнирах, включая чемпионат мира 2021 года.
Первый в 2021 году учебно-тренировочный сбор национальной команды в рамках подготовки к турниру EIHC «Beat COVID-19» прошёл с 3 по 13 мая на льду арены ТРЦ «Терминал» (Бровары, Киевская область).
| Матчи сборной Украины сезона 2020/2021 | Матчи сборной Украины сезона 2020/2021 | Матчи сборной Украины сезона 2020/2021 | Матчи сборной Украины сезона 2020/2021 | Матчи сборной Украины сезона 2020/2021 | Матчи сборной Украины сезона 2020/2021 | Матчи сборной Украины сезона 2020/2021 | Матчи сборной Украины сезона 2020/2021 | Матчи сборной Украины сезона 2020/2021           | Матчи сборной Украины сезона 2020/2021 |
| N                                      | №                                      | Дата                                   | Соперник                               | Счёт                                   | ОТ/Б                                   | Дом./ Гост.                            | Место                                  | Турнир                                           | Прим.                                  |
| -------------------------------------- | -------------------------------------- | -------------------------------------- | -------------------------------------- | -------------------------------------- | -------------------------------------- | -------------------------------------- | -------------------------------------- | ------------------------------------------------ | -------------------------------------- |
| 1                                      |                                        | 26.04.2021                             | Япония                                 |                                        |                                        | н.                                     | Польша, Катовице, «Сподек»             | Чемпионата мира. Дивизион I. Группа B            | Турнир отменен из-за пандемии COVID-19 |
| 2                                      |                                        | 27.04.2021                             | Польша                                 |                                        |                                        | г.                                     | Польша, Катовице, «Сподек»             | Чемпионата мира. Дивизион I. Группа B            | Турнир отменен из-за пандемии COVID-19 |
| 3                                      |                                        | 29.04.2021                             | Литва                                  |                                        |                                        | н.                                     | Польша, Катовице, «Сподек»             | Чемпионата мира. Дивизион I. Группа B            | Турнир отменен из-за пандемии COVID-19 |
| 4                                      |                                        | 30.04.2021                             | Эстония                                |                                        |                                        | н.                                     | Польша, Катовице, «Сподек»             | Чемпионата мира. Дивизион I. Группа B            | Турнир отменен из-за пандемии COVID-19 |
| 5                                      |                                        | 02.05.2021                             | Сербия                                 |                                        |                                        | н.                                     | Польша, Катовице, «Сподек»             | Чемпионата мира. Дивизион I. Группа B            | Турнир отменен из-за пандемии COVID-19 |
| 6                                      |                                        | 10.05.2021                             | Украина-U20                            | 5 : 0                                  |                                        | д.                                     | Украина, Бровары, ТРЦ «Терминал»       | Контрольная игра                                 |                                        |
| 7                                      |                                        | 02.05.2021                             | Украина-U20                            | 8 : 1                                  |                                        | д.                                     | Украина, Бровары, ТРЦ «Терминал»       | Контрольная игра                                 | Бх5                                    |
| 8                                      | 344                                    | 16.05.2021                             | Польша                                 | 3 : 4                                  | ОТ                                     | н.                                     | Словения, Любляна, «Тиволи Холл»       | Турнир «Euro Ice Hockey Challenge» Beat COVID-19 |                                        |
| 9                                      | 345                                    | 17.05.2021                             | Румыния                                | 2 : 3                                  |                                        | н.                                     | Словения, Любляна, «Тиволи Холл»       | Турнир «Euro Ice Hockey Challenge» Beat COVID-19 |                                        |
| 10                                     | 346                                    | 18.05.2021                             | Австрия                                | 3 : 9                                  |                                        | н.                                     | Словения, Любляна, «Тиволи Холл»       | Турнир «Euro Ice Hockey Challenge» Beat COVID-19 |                                        |
| 11                                     | 347                                    | 20.05.2021                             | Франция                                | 2 : 3                                  |                                        | н.                                     | Словения, Любляна, «Тиволи Холл»       | Турнир «Euro Ice Hockey Challenge» Beat COVID-19 |                                        |
| 12                                     | 348                                    | 21.05.2021                             | Словения                               | 2 : 4                                  |                                        | г.                                     | Словения, Любляна, «Тиволи Холл»       | Турнир «Euro Ice Hockey Challenge» Beat COVID-19 |                                        |
| Итого:                                 | Итого:                                 | Итого:                                 | Итого:                                 | 7 игр; +2 =0 −5; голы 25 : 24 (+1)     | 7 игр; +2 =0 −5; голы 25 : 24 (+1)     | 7 игр; +2 =0 −5; голы 25 : 24 (+1)     | 7 игр; +2 =0 −5; голы 25 : 24 (+1)     | 7 игр; +2 =0 −5; голы 25 : 24 (+1)               | 7 игр; +2 =0 −5; голы 25 : 24 (+1)     |

## Состав
Состав сборной Украины на ЧМ-2025 в дивизионе 1А
| №  | П | Имя                     | Дата рождения | Х | Рост, см | Вес, кг | Клуб                        |
| -- | - | ----------------------- | ------------- | - | -------- | ------- | --------------------------- |
| 1  | В | Александр Левшин        | 8.7.2006      | Л | 191      | 74      | «Торонто Патриотс»          |
| 29 | В | Богдан Дьяченко         | 6.10.1998     | Л | 182      | 85      | «Сокол» (Киев)              |
| 30 | В | Сергей Писаренко        | 4.08.1995     | Л | 183      | 75      | «Фааса» (Канацеи)           |
| 7  | З | Игорь Мережко           | 30.04.1998    | П | 195      | 100     | «Шкода» (Пльзень)           |
| 8  | З | Алексей Дахновский      | 2.09.2004     | Л | 182      | 86      | «Топольчани»                |
| 16 | З | Глеб Варава             | 19.04.2002    | Л | 184      | 88      | «Шторм» (Одесса)            |
| 19 | З | Артем Гребеник          | 4.06.2002     | Л | 181      | 80      | «Монблан» (Комблу)          |
| 26 | З | Евгений Ратушный        | 19.05.2001    | Л | 193      | 91      | «Шторм» (Одесса)            |
| 27 | З | Иван Сысак              | 20.01.2001    | Л | 177      | 75      | «Дунауйвароши Ацельбикак»   |
| 28 | З | Филипп Пангелов-Юлдашев | 15.02.1994    | Л | 180      | 86      | «Ястребы Простеёв»          |
| 9  | Н | Виталий Лялька          | 8.07.1996     | П | 190      | 91      | «Кременчуг»                 |
| 11 | Н | Андрей Денискин         | 14.07.1998    | Л | 198      | 110     | «Торунь»                    |
| 12 | Н | Евгений Фадеев          | 08.10.1997    | П | 180      | 75      | «Брегенцервальд» (Дорнбирн) |
| 13 | Н | Илья Коренчук           | 07.03.2000    | Л | 172      | 80      | «Заглембе» (Сосновец)       |
| 15 | Н | Глеб Кривошапкин        | 8.07.1996     | Л | 180      | 85      | «Кременчуг»                 |
| 17 | Н | Александр Пересунько    | 08.02.2000    | П | 177      | 71      | «Прешов»                    |
| 18 | Н | Алексей Янишевский      | 26.03.1993    | Л | 182      | 75      | «Сокол» (Киев)              |
| 20 | Н | Денис Бородай           | 10.07.2002    | Л | 188      | 82      | «Сокол» (Киев)              |
| 21 | Н | Алексей Ворона          | 17.08.1997    | Л | 188      | 86      | «Торунь»                    |
| 22 | Н | Иларион Куприянов       | 30.08.2005    | П | 188      | 87      | «Дукла» (Йиглава)           |
| 23 | Н | Даниил Трахт            | 20.02.2003    | П | 182      | 76      | «Лукко»                     |
| 24 | Н | Станислав Садовиков     | 20.01.2003    | Л | 183      | 82      | «Злин»                      |
| 25 | Н | Виктор Захаров          | 08.01.1994    | Л | 195      | 95      | «Сокол» (Киев)              |

## Тренеры
| 1992       | — | 1994       | Александр Фадеев   |
| 1995       | — | 1996       | Анатолий Богданов  |
| 1996       | — | 1997       | Александр Сеуканд  |
| 1998       | — | 23.07.2003 | Анатолий Богданов  |
| 23.07.2003 | — | 30.05.2007 | Александр Сеуканд  |
| 28.08.2007 | — | 27.05.2008 | Владимир Голубович |
| 23.07.2008 | — | 23.04.2009 | Александр Сеуканд  |
| 02.10.2009 | — | май 2010   | Михаил Захаров     |
| 05.11.2010 | — | 06.07.2011 | Дэйв Льюис         |
| 02.11.2011 | — | 22.04.2012 | Анатолий Хоменко   |
| 23.04.2012 | — | 26.07.2013 | Александр Куликов  |
| 21.08.2013 | — | 31.07.2014 | Андрей Назаров     |
| 05.08.2014 | — | 06.05.2015 | Александр Годынюк  |
| 05.08.2015 | — | 29.05.2018 | Александр Савицкий |
| 13.11.2018 | — | 11.06.2019 | Андрей Срюбко      |
| 11.06.2019 | — | 21.10.2020 | Сергей Витер       |
| 04.02.2021 | — | 20.09.2023 | Вадим Шахрайчук    |
| 18.10.2023 | — | н. в.      | Дмитрий Христич    |